# Benjamin Chee Chee
Benjamin Chee Chee (1944-1977), est un artiste-peintre ojibwé.

## Biographie

### Enfance
Kenneth Thomas Chee Chee naît le 26 mars 1944 à Temagami, dans le Nord de l'Ontario. Son père meurt alors qu'il n'a que deux mois et il perd le contact avec sa mère, qu'il passe de nombreuses années à chercher.
Il s'installe d'abord à Montréal en 1965, où il développe son amour du dessin, avant de déménager à Ottawa en 1973.

### Carrière

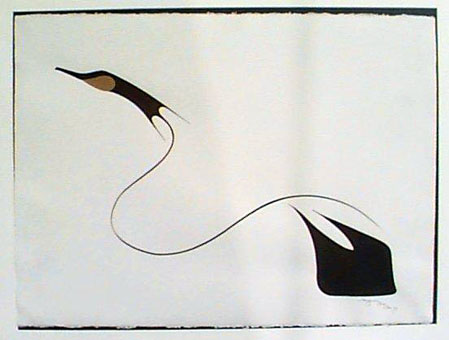
Oie en vol.

La première exposition de Chee Chee a lieu en 1973 à l'Université d'Ottawa. Peu de temps après, il devient célèbre en développant son style unique de lignes claires et gracieuses et de couleurs minimales, représentant des oiseaux et des animaux.
Il fait partie de la deuxième génération du groupe Woodland, mouvement artistique autochtone actif à partir des années soixante sous l'impulsion de Norval Morrisseau.
Bien que son art reprenne des éléments de l'iconographie ojibwée, Chee Chee ne croit pas que son art ait une signification symbolique. Il qualifie plutôt les animaux présentés dans son art de « créatures du présent ».

### Décès
Après avoir retrouvé sa mère et connu le succès en tant qu'artiste, Chee Chee se suicide dans une prison d'Ottawa le 14 mars 1977. Il est enterré au cimetière Notre-Dame d'Ottawa.
Le travail de Chee Chee est exposé à titre posthume à travers le Canada.

## Postérité
Chee Chee est mentionné à la Chambre des Communes du Canada par le député Robert-Falcon Ouellette dans un hommage à l'artiste sur son influence. Il dit à son sujet : 

« Chee Chee dessinait des lignes simples, généralement à l'acrylique sur papier. Très influent à son époque, il disait ne pas peindre le passé mais le présent, le vivant d’aujourd'hui. On peut voir ses œuvres, comme le groupe de quatre oies. Ils représentent les quatre directions de l'enfant à naître, de la jeunesse, des adultes et des aînés qui vont tous dans la même direction. Même s'il est mort dans une tragédie et qu'il est enterré à Ottawa, loin de sa terre et de son peuple, il est encore une source d'inspiration aujourd'hui. »